# Alberto Trionfi
Alberto Trionfi (Jesi, 2 juillet 1892 - Kuźnica Żelichowska, 28 janvier 1945) est un général italien massacré par les nazis à Schelkowhammer (aujourd'hui Kuźnica Żelichowska), en Pologne, lors d'une marche de la mort.
Son assassinat a eu lieu après l'évacuation du camp de concentration Offizierslager 64Z de Schokken, vers lequel Trionfi avait été déporté avec deux cents autres officiers généraux italiens emprisonnés par le Reich nazi après le 8 septembre 1943 pour n'avoir pas voulu se plier au nazi-fascisme au moment de la dissolution de l'armée italienne. Une rue porte son nom dans les villes d'Ancône et de Rome.
Sa biographie - de son rôle d'officier de carrière chargé d'importantes missions dans le Péloponnèse (il était à la tête de l'infanterie de la 59e division de Cagliari) à son martyre aux mains des nazis - a été relatée dans deux livres écrits sur la base du journal tenu dans le camp de concentration par l'interné lui-même, qui est parvenu à sa famille dans des circonstances incroyables, et de récits de témoins oculaires. Un de ces livres (Il generale Alberto Trionfi - Scritti e memorie dalla Grecia al Lager - Un delitto delle SS) a été publié en 2004 par l'Associazione Nazionale Ex Internati par la fille de Trionfi, Maria,| qui a rappelé la figure de son père dans une interview à l'émission Cominciamo bene estate (Rai tre). Cet épisode historique, peu connu, est également raconté dans le livre Noi nei lager : testimonianze di militari italiani internati nei campi nazisti (1943-1945), de Luca Frigerio, publié par les Edizioni Paoline en 2008.

## Biographie
Issu d'une famille aristocratique - son père était le marquis Riccardo Trionfi, armateur aux Amériques au XIXe siècle - Trionfi a été initié à la carrière militaire comme ses frères Giuseppe et Luigi, qui sont devenus respectivement amiral (ammiraglio) et général de division (generale di divisione). Il a fréquenté l'Académie militaire de Modène. Avec le grade de capitaine (capitano), il participe à la première guerre mondiale, étant blessé à trois reprises dans les batailles du Karst. Pour cela, il a reçu une médaille pour sa bravoure.
Devenu colonel (colonnello), il se voit confier, à la veille de la Seconde Guerre mondiale, le poste de chef d'état-major de la division Siena stationnée en Albanie. Avant d'être nommé général de brigade (generale di brigata) en 1942, il a occupé d'autres postes prestigieux au sein de l'armée, notamment celui de chef d'état-major de la division Lombardie, d'attaché à l'état-major de l'armée, au commandement de la défense territoriale à Rome et à celui du XVIIe corps d'armée à Rome.
Dans les jours qui ont précédé l'armistice du 8 septembre 1943 (armistice de Cassibile), Trionfi était en congé à Rome. En vain, on l'exhorte à ne pas retourner en Grèce car les conditions politiques et militaires ont changé : l'officier souhaite néanmoins partir pour la base de Navarin (Grèce), afin de rester proche de ses soldats. Cependant, il n'a pas pu atteindre le front : il est bloqué, avec d'autres commandants italiens, par des troupes de la Wehrmacht et déporté dans un wagon blindé vers le camp de prisonniers allemand situé en Pologne pour les officiers italiens qui ne veulent pas rejoindre la République sociale italienne, Oflag 64Z à Schokken (aujourd'hui Skoki), zweiglager (sous-camp) d'Altburgund dans la XXIe région militaire (Wehrkreis XXI) (à la fin de 1944, deux cent soixante-six soldats italiens, dont cent soixante-dix-sept généraux, sont emprisonnés dans ce camp).

### Mémoires de camp de concentration
Depuis le camp de concentration, Trionfi, après une période de silence forcé, réussit à établir une correspondance avec sa famille à partir de janvier 1944, tout en tenant, au prix de grandes difficultés, un journal écrit sur deux agendas qu'il avait sur lui lors de sa capture. C'est sur la base de ce journal que la fille de l'officier, Maria, qui est entrée en possession de la documentation partiellement détériorée par l'intermédiaire de plusieurs officiers libérés, a pu reconstituer les mois d'emprisonnement dans le camp 64Z en utilisant une méthode spéciale de lecture fluorescente (la lampe de Wood, inventée par le physicien Robert William Wood), les abus subis par son père de la part de la Gestapo, sourde aux conventions internationales sur la protection des prisonniers de guerre.
L'observateur républicain Angelo Tonitto, qui après une visite au camp de concentration, a dû faire état de tels abus :
" Les généraux font une bien triste impression [...] ils portent des uniformes en lambeaux, même d'autres armées [...] et les rations de nourriture et de charbon qui leur sont allouées sont absolument insuffisantes [...] j'ai vu des généraux assis autour de petits poêles [...] rôtissant des pommes de terre pour apaiser leur faim [...] ils persistent dans leur ligne de conduite " badoglienne " en refusant toute collaboration avec le gouvernement italien actuel (note : le gouvernement de Salò). "

### La marche de la mort
Lorsque l'armée soviétique se trouve sur la Vistule à la mi-janvier 1945, les nazis décident d'évacuer le camp et de transférer les internés à Luckenwalde, au sud de Berlin. Ainsi commence l'une des nombreuses marches de la mort, la colonne des généraux étant divisée en plusieurs sections. Avec seize autres compagnons de détention, Balbo Bertone s'est arrêté avec quelques camarades, en chemin, dans une taverne à la recherche de nourriture : ils ont été remarqués par un sous-officier de la Luftwaffe et signalés aux SS .
C'est à Kuźnica Żelichowska, avant que la marche ne puisse reprendre, qu'a lieu - sous les yeux des Polonaises et des déportés terrifiés - le massacre des personnes incapables de marcher . Le premier à tomber sous le feu nazi fut le général Carlo Spatocco ; puis ce fut le tour du général Emanuele Balbo Bertone ; puis ce fut le tour d'Alberto Trionfi d'être tué, et après lui les généraux Alessandro Vaccaneo, Giuseppe Andreoli et Ugo Ferrero .
Après une information erronée, reçue en mai 1945 par la famille de la part de l'ambassade italienne à Moscou, rapportant que Trionfi était vivant et en bonne santé, le mois suivant il y eut confirmation, avec une lettre d'excuses, de la mort de l'officier. Ce n'est qu'en 1956, onze ans après les événements, que les restes du général ont été ramenés de Pologne en Italie, placés dans une urne cinéraire transportée à bord d'un navire marchand russe qui faisait escale à Ancône.
En vain, malgré l'intervention de Simon Wiesenthal, les tentatives de la fille de Trionfi pour que l'officier SS responsable du meurtre de son père, également identifié, soit jugé pour le crime commis.

## Décorations
- Médaille d'argent de la valeur militaire
- Au cours d'une marche épuisante, effectuée dans des conditions désastreuses en raison de la difficulté des approvisionnements et du mauvais temps, organisée par le commandement allemand pour le sauver, ainsi que d'autres généraux italiens, de l'avancée russe, bien qu'affaibli par la dure captivité et épuisé par la fatigue, il réussit à s'échapper. En pays hostile, reconnu par la population, il est capturé et remis aux SS allemands. Il reprit la marche et tomba d'épuisement en cours de route, et fut barbarement massacré. Schelkiow 28 janvier 1945.
 - Médaille e bronze de la valeur militaire
- Le chef d'état-major d'une grande unité a pris part à la ligne de front d'une attaque victorieuse au-delà de la frontière. Lors des avancées ultérieures et au cours des offensives profondes de l'unité elle-même, il s'est avancé hardiment, donnant des preuves répétées de bravoure et de mépris serein du danger. - Front grec 28 octobre 17 novembre 1940-
 - Médaille e bronze de la valeur militaire
- Au cours de trois jours de combats acharnés, il a dirigé sa compagnie de mitrailleuses dans l'avancée avec un calme et une constance admirables, donnant un bel exemple de mépris du danger. Légèrement blessé, il n'a pas voulu se rendre au poste de secours, afin de ne pas abandonner le commandement de son unité, ne serait-ce qu'un instant, faisant preuve du plus haut sentiment de devoir et d'abnégation. Selo, 19-21 août 1917.
 - Croix du Mérite de guerre
 - Médaille commémorative de la guerre italo-autrichienne 1915-1918
 - Médaille commémorative de l'Unité italienne
 - Médaille italienne de la Victoire interalliée

## Source
- (it) Cet article est partiellement ou en totalité issu de l’article de Wikipédia en italien intitulé « Alberto Trionfi » (voir la liste des auteurs).